# Pseudeumastacops versicolor
Pseudeumastacops versicolor är en insektsart som först beskrevs av Burr 1899.  Pseudeumastacops versicolor ingår i släktet Pseudeumastacops och familjen Eumastacidae. Inga underarter finns listade i Catalogue of Life.